# Niedzieliska-Kolonia
Niedzieliska-Kolonia – wieś w Polsce położona w województwie lubelskim, w powiecie zamojskim, w gminie Szczebrzeszyn.
| SIMC    | Nazwa  | Rodzaj     |
| ------- | ------ | ---------- |
| 0900850 | Zagóra | przysiółek |

W latach 1975–1998 miejscowość administracyjnie należała do województwa zamojskiego.
Wieś jest sołectwem w gminie Szczebrzeszyn. Według Narodowego Spisu Powszechnego z roku 2011 wieś liczyła 152 mieszkańców.

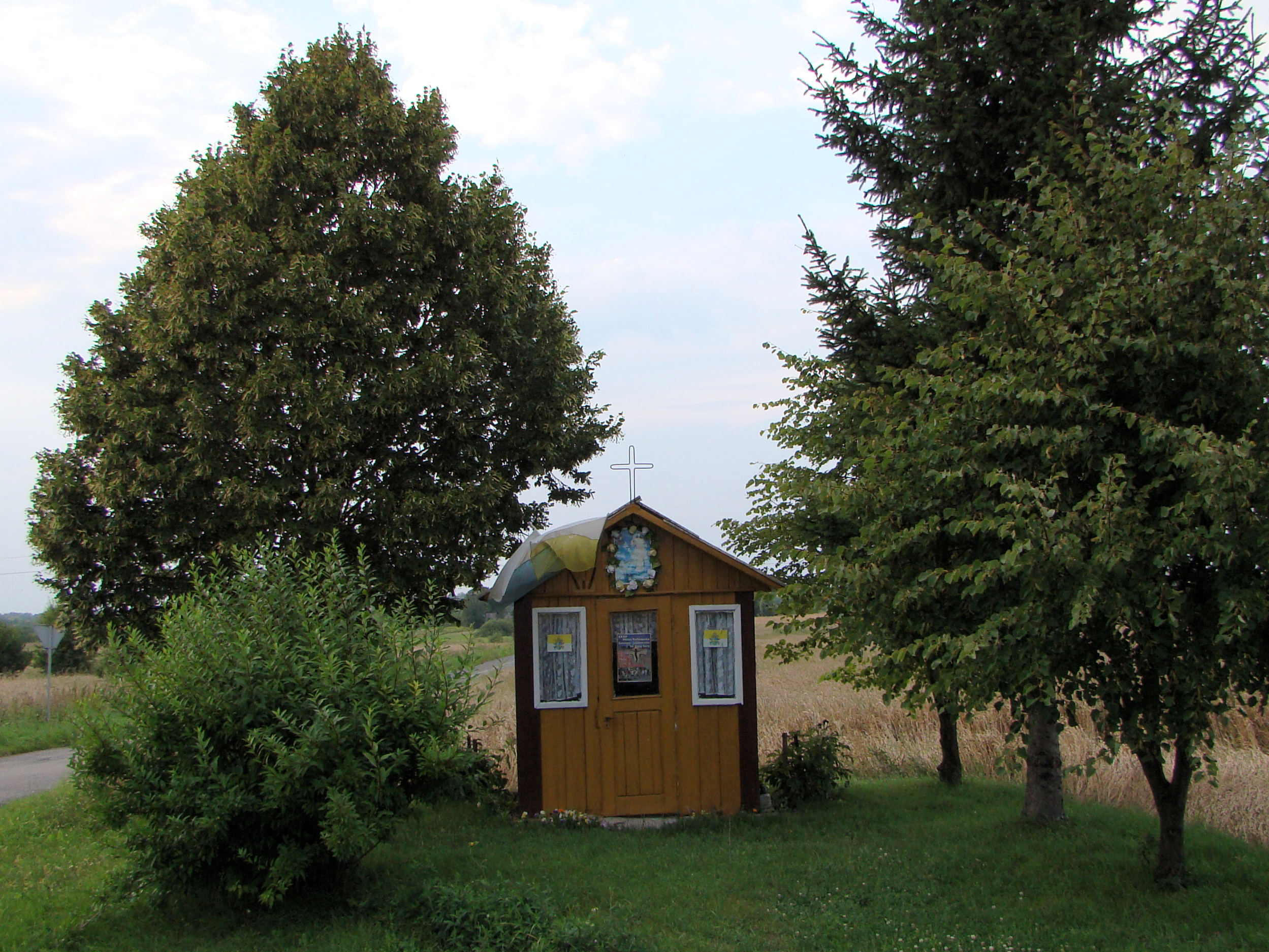
Drewniana kapliczka przydrożna

Wierni Kościoła rzymskokatolickiego należą do parafii św. Stanisława w Wielączy.